# Ramiro de León Carpio
Ramiro de León Carpio (Città del Guatemala, 12 gennaio 1942 – Miami, 16 aprile 2002) è stato un politico guatemalteco.
È stato il Presidente del Guatemala dal 1993 al 1996.